# Louis Meintjes
Louis Meintjes (n. 21 februarie 1992, Pretoria, Africa de Sud) este un ciclist sud-african, care concurează în prezent pentru Intermarché-Wanty-Gobert Matériaux, echipă licențiată UCI WorldTeam. A terminat pe locul 8 la general în Turul Franței, de 3 ori în 2016, 2017 și 2022. De asemenea, a terminat pe locul 10 în clasamentul general la Turul Spaniei din 2015 și a câștigat o etapă în Turul Spaniei din 2022.

## Rezultate în Marile Tururi

### Turul Italiei
2 participări
- 2018: nu a terminat competiția
- 2020: locul 36

### Turul Franței
5 participări
- 2015: nu a terminat competiția
- 2016: locul 8
- 2017: locul 8
- 2021: locul 14
- 2022: locul 7

### Turul Spaniei
8 participări
- 2014: locul 55
- 2015: locul 10
- 2016: locul 40
- 2017: locul 12
- 2018: locul 58
- 2019: locul 51
- 2021: nu a terminat competiția
- 2022: locul 11, câștigător al etapei a 9-a